# Nymphon foresti
Nymphon foresti är en havsspindelart som beskrevs av Fage, L. 1953. Nymphon foresti ingår i släktet Nymphon och familjen Nymphonidae. Inga underarter finns listade i Catalogue of Life.